# Sobór Świętego Jerzego w Nowym Sadzie
Sobór Świętego Jerzego (srb. Саборна црква у Новом Саду) – katedra eparchii backiej Serbskiej Cerkwi Prawosławnej w Nowym Sadzie.

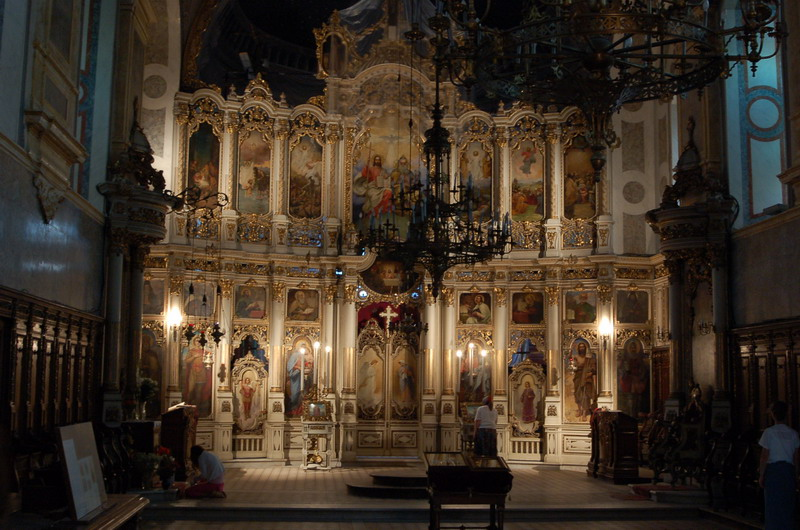
Ikonostas

Wzniesiony w latach 1860–1905 po tym, jak wcześniejsza świątynia – wybudowana w 1734 – uległa zniszczeniu w czasie Wiosny Ludów. Wewnątrz cerkwi znajduje się ikonostas z 33 ikonami. Cerkiew mieści się przy ulicy Nikoli Pasića, w pobliżu rezydencji biskupiej.